# Joy (film, 2015)
Pour les articles homonymes, voir Joy.
Pour plus de détails, voir Fiche technique et Distribution.
Joy est un film américain réalisé par David O. Russell, sorti en 2015. Écrit par Russell et Annie Mumolo, le film raconte l’histoire de Joy Mangano, mère célibataire de deux enfants, inventrice du balai-serpillière auto-essorant Miracle Mop dans les années 1990.

## Synopsis
Aux États-Unis, dans le Massachusetts des années 1980, Joy est une jeune mère célibataire de deux enfants, qui cohabite dans une maison avec son ex-mari, chanteur, vivant au sous-sol, et sa mère qui passe ses journées devant la télévision. Son père Rudy, responsable d’un garage, revient un beau jour après une rupture et doit partager le sous-sol avec son ex-gendre qu’il n’apprécie guère. En recherchant une nouvelle conquête, Rudy rencontre rapidement Trudy, veuve fortunée.
Lors d’une sortie en mer sur le voilier de Trudy, un verre se renverse et Joy nettoie les morceaux de verre sur le pont. Cet incident lui donne l’idée du balai-serpillière auto-essorant. Dans le garage de son père et avec l’aide financière de Trudy, elle décide de monter son atelier. Avec l’aide de son ex-mari, elle rencontre Neil Walker, directeur de la chaîne de télévision QVC.
Joy demande à Neil de persuader le présentateur vedette de l’émission de télé-achat d’accepter de faire une démonstration en direct de son balai. Mais l’essai est un fiasco. Joy n’abandonne pas et présente plus tard elle-même son produit : le succès est au rendez-vous.
Cependant, l’entreprise californienne qui fabrique les pièces du balai-serpillière augmente ses tarifs. Joy se rend donc en Californie et découvre que le dirigeant de la société, un homme d’affaires texan, a fait breveter son invention. Elle tente de récupérer ses croquis, mais est expulsée par la police. Légalement sans aucun recours, Joy, désespérée, est poussée par sa famille à se déclarer en faillite. Malgré tout, l’étude minutieuse de ses contrats et des rapports comptables l’amène à la conclusion qu’elle est victime de plusieurs fraudes de la part de l’homme d’affaires texan. Elle va le rencontrer à Dallas et parvenir à le faire plier. Ce sera le début de sa réussite.

## Fiche technique
- Titre : Joy
- Titre de travail : Untitled Joy Mangano Project
- Réalisation : David O. Russell
- Scénario : David O. Russell, d’après un sujet d’Annie Mumolo et David O. Russell[1]
- Directeur de la photographie : Linus Sandgren
- Distribution des rôles : Lindsay Graham et Mary Vernieu
- Direction artistique : Peter Rogness
- Décors : Judy Becker
- Décors de plateau : Heather Loeffler
- Costumes : Michael Wilkinson
- Montage : Jay Cassidy, Alan Baugmarter, Christopher Tellefsen et Tom Cross
- Musique : West Dylan Thordson
- Production : John Davis, Ken Mok, Megan Ellison, Jonathan Gordon et David O. Russell
- Producteurs délégués : Matthew Budman, John Fox, Mary McLaglen, Joy Mangano, George Parra, Annie Mumolo et Ethan Smith
- Coproduction : Michele Ziegler
- Sociétés de production : Fox 2000 Pictures, Annapurna Pictures et Davis Entertainment
- Société de distribution : 20th Century Fox (États-Unis et France)
- Budget : 60 millions de $ [2]
- Pays d’origine :  États-Unis
- Langue originale : anglais
- Format : couleur — 35 mm — 1,85:1 — Dolby Digital / Dolby Surround 7.1 / Dolby Atmos
- Genre : comédie dramatique, biographie
- Durée : 124 minutes
- Dates de sortie : 
  -  États-Unis : 25 décembre 2015 [3]
  -  France : 30 décembre 2015
  -  Belgique : 13 janvier 2016
- Classification : 
  -  États-Unis : PG-13
  -  France : tous publics (visa d’exploitation no 143500 délivré le 17 décembre 2015) [4]

## Distribution
- Jennifer Lawrence (VF : Kelly Marot ; VQ : Catherine Brunet) : Joy Mangano
- Bradley Cooper (VF : Alexis Victor ; VQ : Philippe Martin (acteur)) : Neil, directeur de QVC
- Robert De Niro (VF : Jacques Frantz ; VQ : Jean-Marie Moncelet) : Rudy Mangano, le père de Joy
- Elisabeth Röhm (VF : Véronique Desmadryl ; VQ : Mélanie Laberge) : Peggy, la demi-sœur de Joy
- Édgar Ramírez (VF : Mathieu Moreau ; VQ : Patrice Dubois) : Tony Miranne, l’ex-mari de Joy
- Isabella Rossellini (VF : Céline Duhamel ; VQ : Claudine Chatel) : Trudy, la petite-amie de Rudy et financier de Joy
- Diane Ladd (VF : Françoise Pavy ; VQ : Linda Roy) : Mimi, la grand-mère de Joy
- Virginia Madsen (VF : Martine Irzenski ; VQ : Johanne Léveillé) : Terry Mangano, la mère de Joy
- Jimmy Jean-Louis (VF : Thierry Desroses) : Toussaint, le plombier
- Donna Mills (VF : Laurence Mongeaud) : Priscilla
- Melissa Rivers (VF : Natacha Muller ; VQ : Julie Burroughs) : Joan Rivers
- Susan Lucci (VF : Armelle Gallaud) : Danica
- Dascha Polanco (VF : Julia Boutteville ; VQ : Camille Cyr-Desmarais) : Jackie, la meilleure amie de Joy

Acteurs principaux
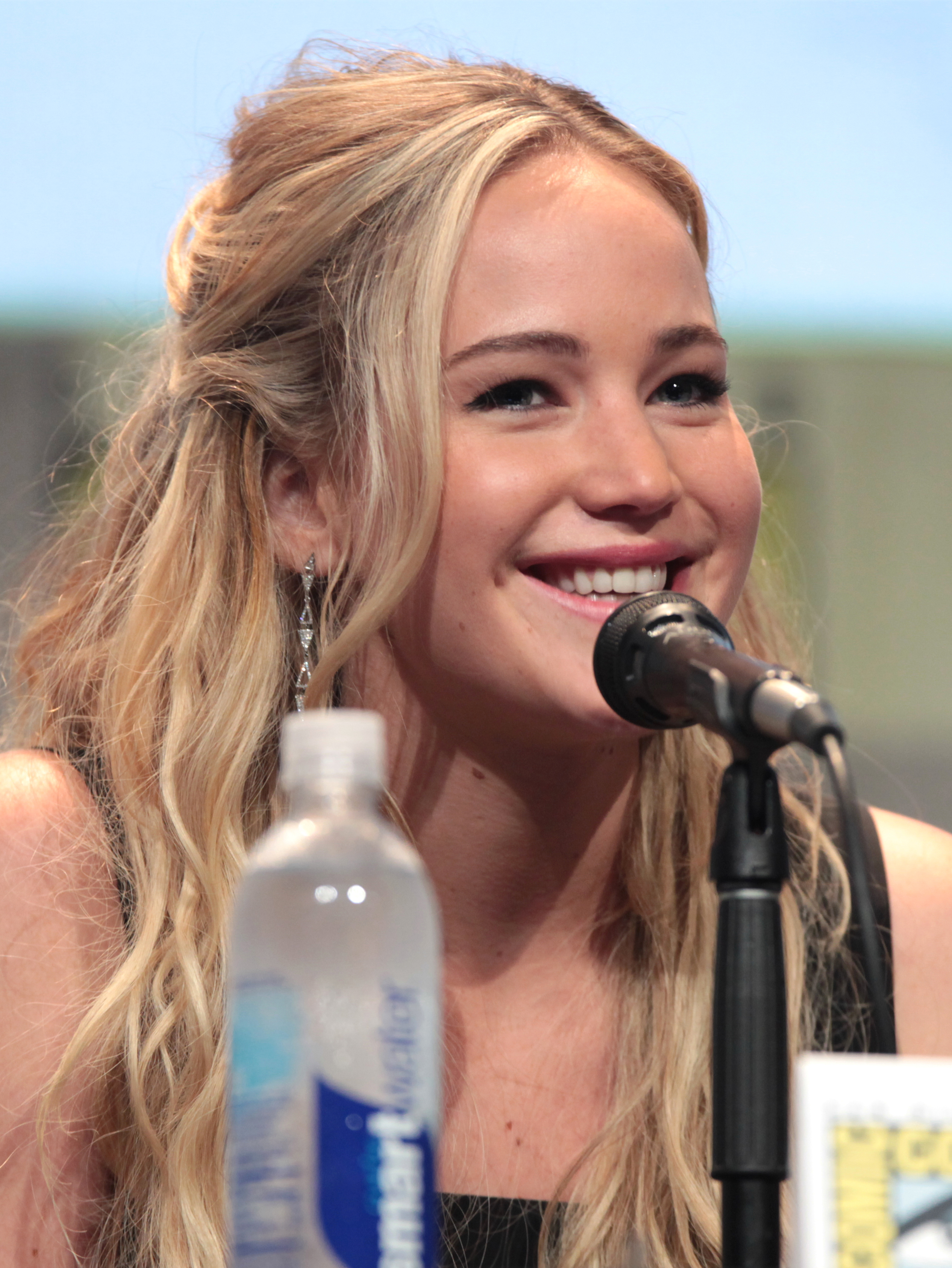
Jennifer Lawrence
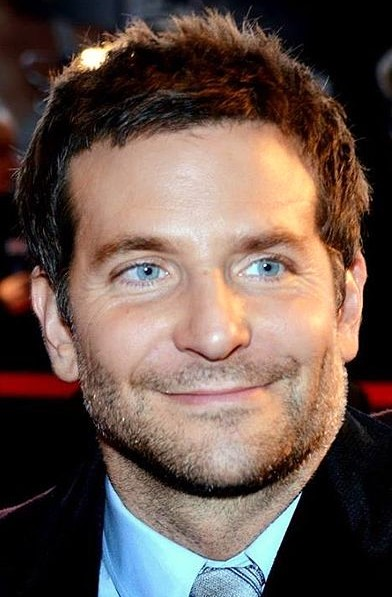
Bradley Cooper
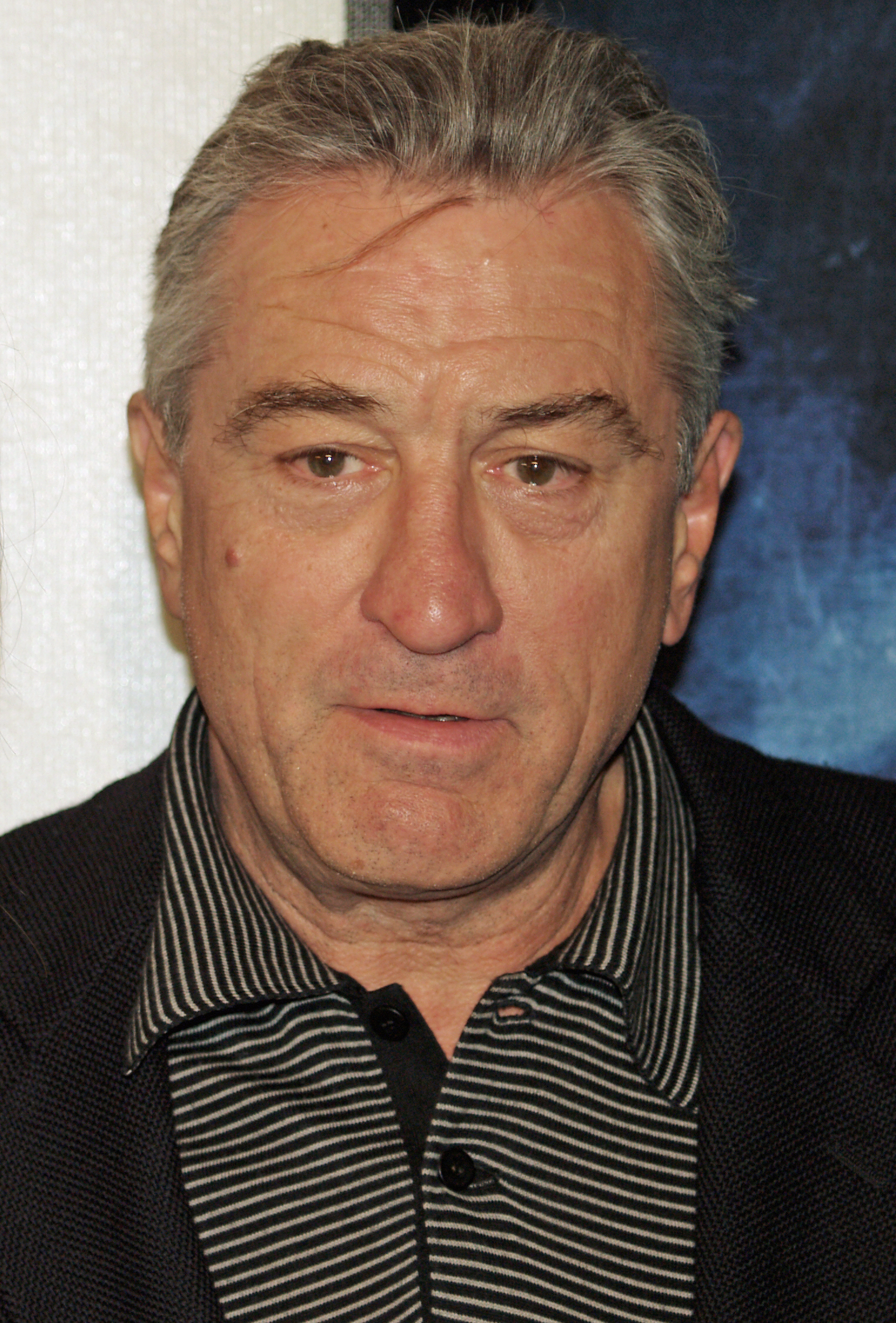
Robert de Niro
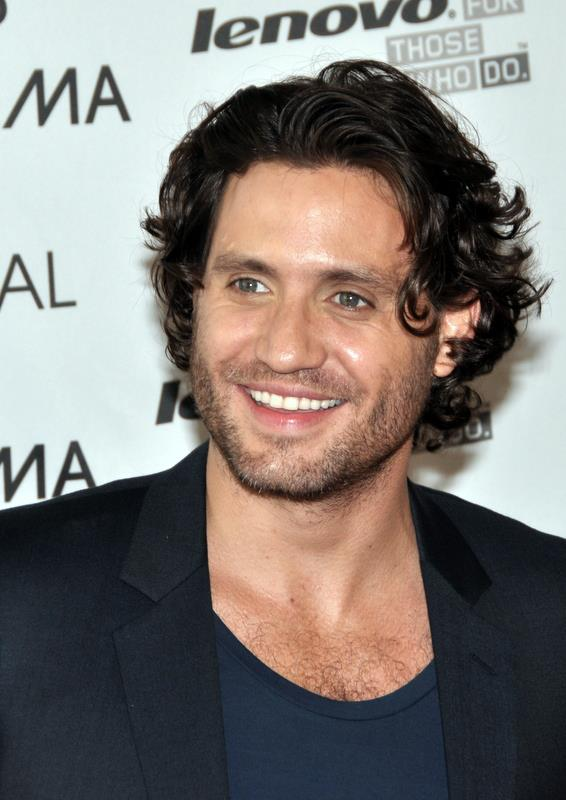
Édgar Ramírez
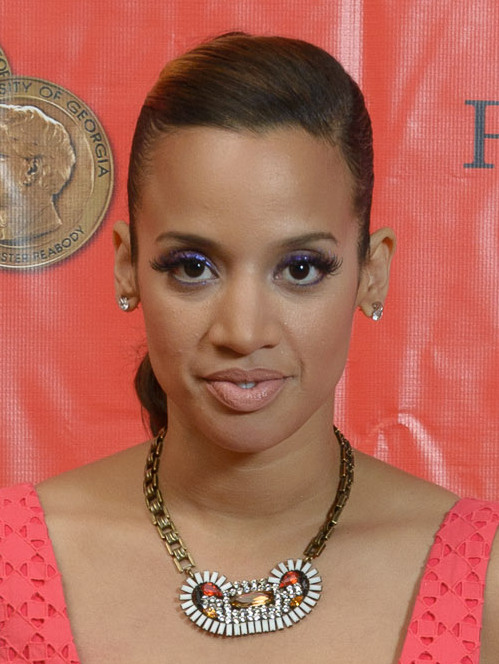
Dascha Polanco
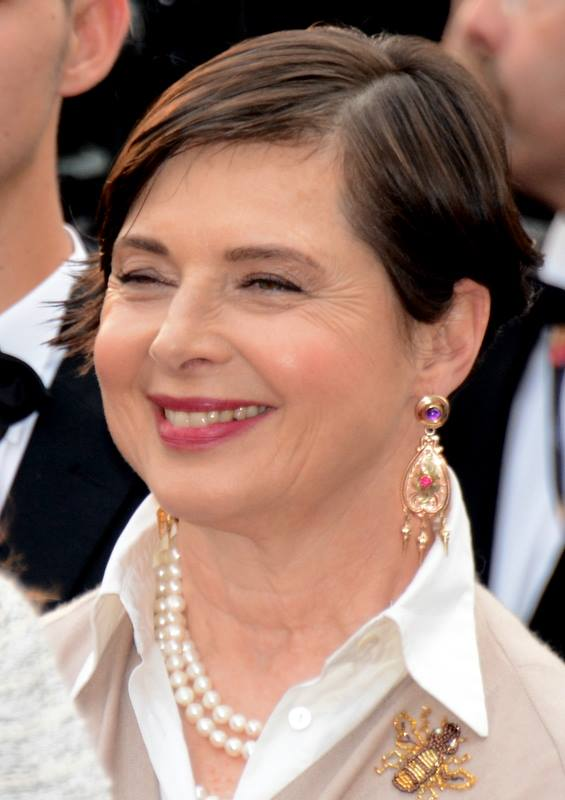
Isabella Rossellini
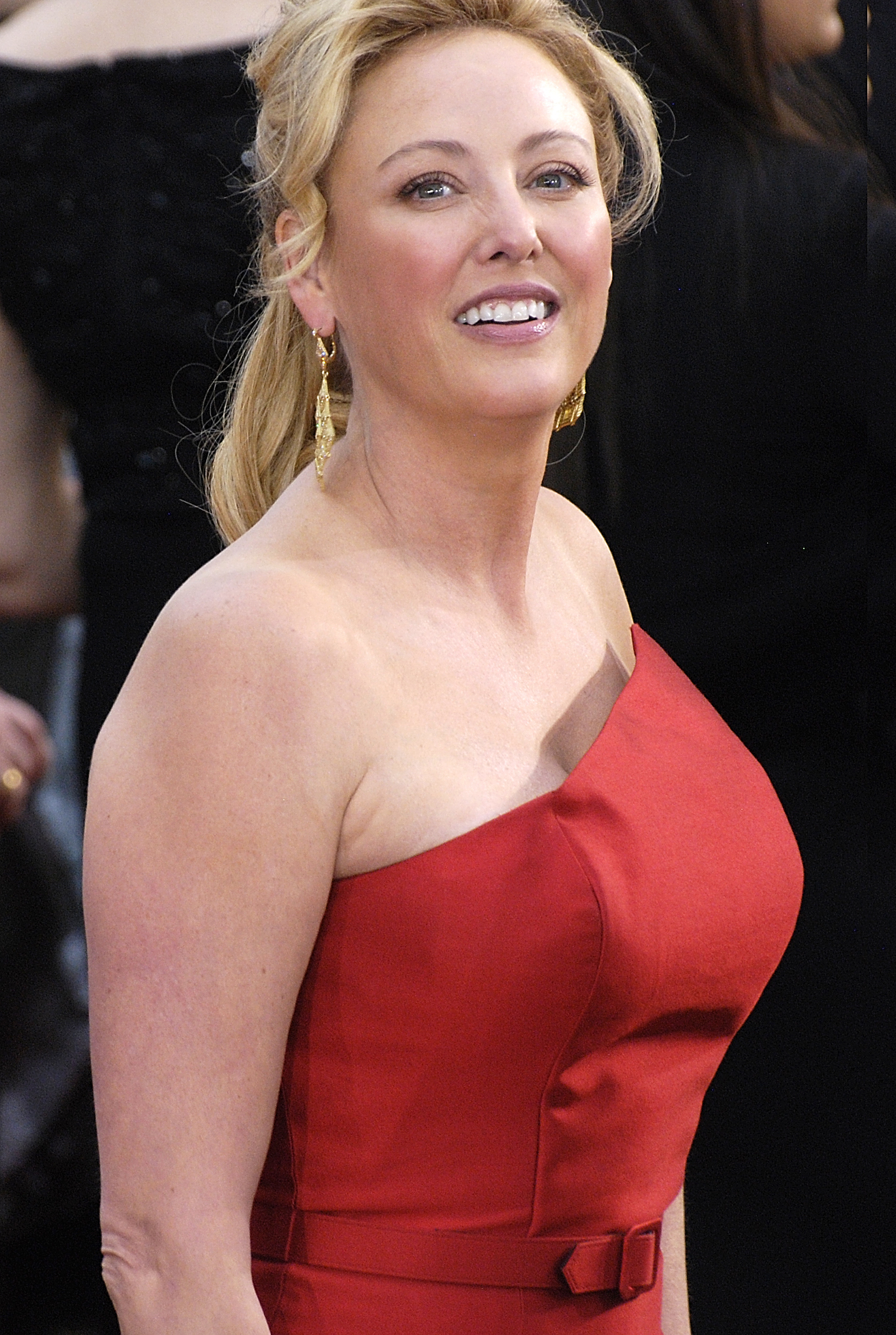
Virginia Madsen
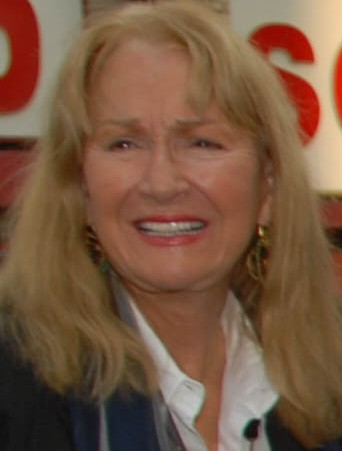
Diane Ladd
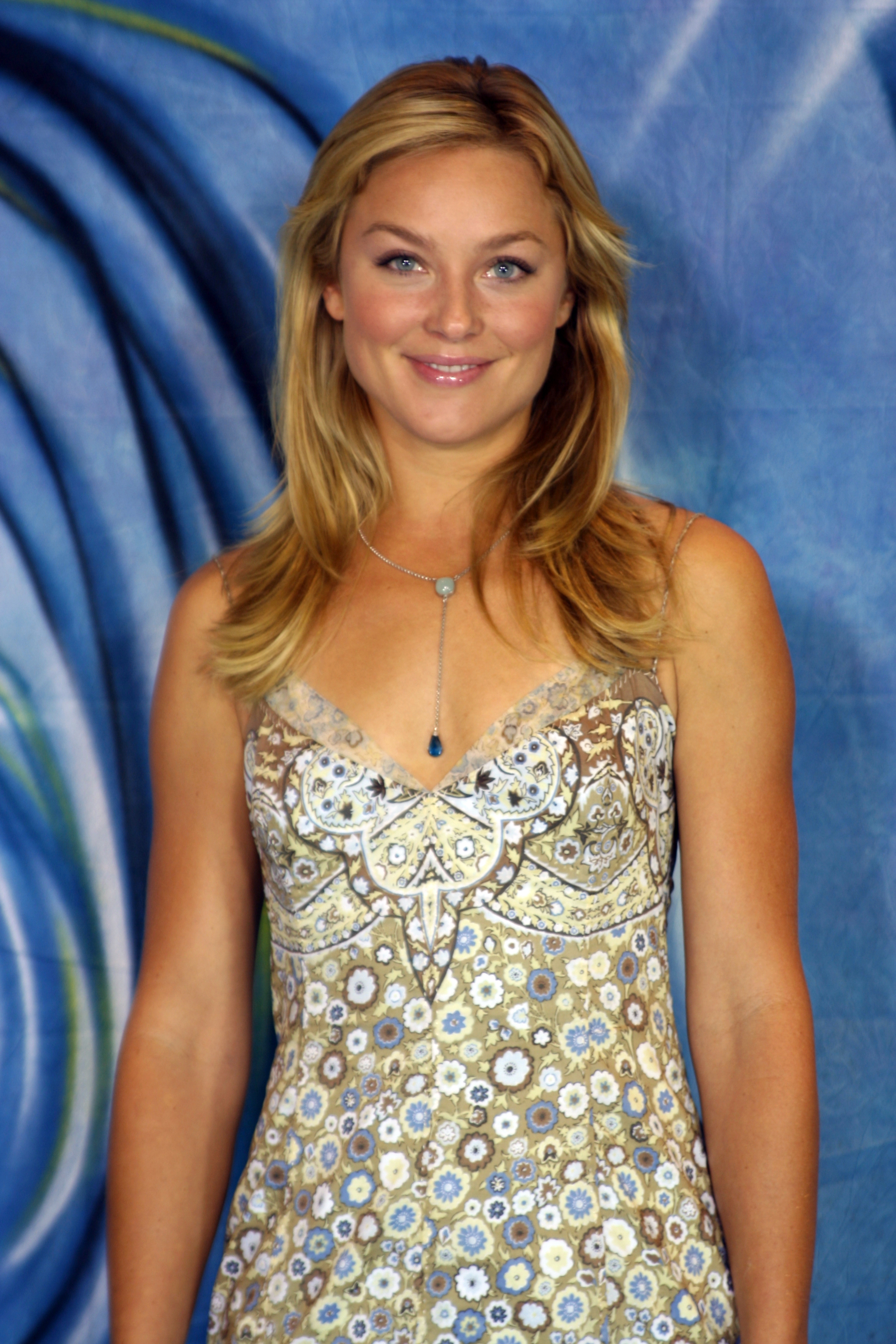
Elisabeth Röhm

- Version française
  - Société de doublage : Deluxe Media Paris
  - Direction artistique : Béatrice Delfe
  - Adaptation : Bruno Chevillard

 Source et légende : version française (VF) sur RS Doublage et version québécoise (VQ) sur Doublage qc.ca

## Production

### Développement et choix des interprètes
En janvier 2014, David O. Russell confirme travailler sur le projet d’un film relatant la vie de l’entrepreneuse Joy Mangano, une mère célibataire de trois enfants vivant à Long Island, à partir d’un script écrit par Annie Mumolo.
Le film est produit par John Davis et John Fox pour Davis Entertainment, en collaboration avec Ken Mok, pour la 20th Century Fox qui détient les droits de distribution.
Russell choisit Jennifer Lawrence pour incarner Joy. En novembre 2014, Russell déclare qu’il s’agit d’une « excellente occasion de faire quelque chose que ni Jennifer, ni moi, n'avons fait auparavant ». Il évoque également son désir de faire jouer Robert de Niro et Bradley Cooper dans ce film. Le 11 novembre 2014, Russell entame les négociations avec De Niro. Le trio a déjà travaillé ensemble dans Happiness Therapy et dans American Bluff, dans lequel De Niro fait une brève apparition. Le 17 novembre 2014, De Niro est confirmé au casting.
Début décembre 2014, Bradley Cooper rejoint officiellement la distribution, dans le rôle d’un patron de chaîne de télévision. Le 8 décembre 2014, Édgar Ramírez est engagé pour jouer le rôle de l’ex-mari de Joy. Le 17 février 2015, d’autres acteurs intégrant la distribution sont révélés : Isabella Rossellini, Diane Ladd et Virginia Madsen dans des rôles non spécifiés.

### Tournage
Le tournage de Joy débute en février 2015 après la fin du tournage de Robert De Niro dans Dirty Papy.
Le tournage devait initialement débuter le 9 février 2015 à Boston dans le Massachusetts, ville dans laquelle David O. Russell a déjà filmé deux de ses films,. En raison des chutes de neige, il est reporté au 19 février 2015, au Federal Street à Wilmington, également dans le Massachusetts, pour une durée de sept jours,.
Les prises de vues ont débuté à Boston le 16 février 2015,,. Le film est tourné à Wilmington jusqu’au 26 février 2015 .
Le 27 février 2015, Jennifer Lawrence dément sur son compte Facebook les rumeurs d’altercation entre Russell et elle, en postant :« David O. Russell est l'un de mes amis les plus proches et nous avons une relation professionnelle incroyable. J'adore cet homme et il ne mérite pas ces bobards dans les tabloïds. Le film se passe bien et je m'amuse en le tournant »,.
Après Wilmington, la production s’est déplacée à North Reading, où le tournage s’est déroulé entre le 2 et 4 mars 2015 et le 11 et 12 mars 2015.

## Sortie

### Critique
Dans les pays anglophones, Joy obtient un accueil mitigé des critiques professionnels, obtenant 60% sur le site Rotten Tomatoes, pour 197 critiques et une moyenne de 6,3⁄10, notant dans son consensus que le film bénéficie d’« une solide performance de Jennifer Lawrence », mais que l’approche du réalisateur David O. Russell par rapport à l’histoire est « instable ». Le site Metacritic, quant à lui, lui attribue un score de 56⁄100, pour 48 critiques.
En France, le film obtient sur le site AlloCiné une moyenne de 3,1⁄5 pour 26 critiques.

### Box-office
| Pays ou région | Box-office      | Date d'arrêt du box-office | Nombre de semaines |
| -------------- | --------------- | -------------------------- | ------------------ |
| États-Unis     | 56 451 232 $    | 17 mars 2016               | 12                 |
| France         | 510 032 entrées | 2 mars 2016                | 10                 |
| Mondial        | 101 134 059 $   | 12 avril 2016              | 16                 |

Joy n’a pas rencontré de véritable succès commercial, rapportant seulement 101 134 000 $ de recettes mondiales, dont 56 451 000 $ aux États-Unis, pour un budget estimé à 60 000 000 $.

#### Sur le territoire américain
Sorti le 25 décembre 2015 dans 2 896 salles sur le territoire américain, Joy occupe la troisième place du box-office le jour de sa sortie avec 6 850 000 $ de recettes estimées, selon le site Box Office Mojo. Il conserve cette troisième place pour son premier week-end d’exploitation avec 17 015 168 $. Le film se place à la seconde place des meilleurs démarrages en sortie nationale de David O. Russell devant Les Rois du désert et derrière American Bluff, qui avait connu une sortie limitée avant d’être distribué largement sur le territoire américain. Bien que n’étant pas distribué au-delà de 2 924 salles, Joy ne réédite pas les triomphes commerciaux du film Happiness Therapy, dont le succès s’est fait sur la durée avec un bouche-à-oreille favorable et American Bluff, qui avait atteint 129 millions de $ de recettes en sept semaines alors que Joy n’a atteint que 55 millions sur la même période. Finalement, l’exploitation américaine de Joy s’arrête après douze semaines avec 56 451 232 $, alors qu’il n’a pas rentabilisé son budget de production. C’est la première fois depuis Fighter que le réalisateur n’atteint pas les 100 millions de dollars de recettes sur le territoire américain.

#### Dans les pays étrangers
À l’international, le long-métrage totalise 44 682 827 $, portant le total des recettes mondiales à 101 134 059 $. Il réalise ses meilleures recettes au Royaume-Uni (6 850 975 $), en Australie (5 828 619 $), en France (3 323 140 $), en Espagne (3 137 235 $) et dans une moindre mesure en Italie (2 792 298 $), en Allemagne (2 204 519 $), au Mexique (1 409 739 $), au Brésil (1 358 552 $), à Taiwan (1 188 104 $) et en Corée du Nord (1 160 224 $).

#### Sur le territoire français
En France, où il est distribué dans 264 salles cinq jours après sa sortie américaine, Joy démarre à la sixième place du box-office avec 236 272 entrées, score relativement inférieur à Happiness Therapy et American Bluff, précédents films du quatuor Russell/Lawrence/De Niro/Cooper qui avaient respectivement démarrés à 283 208 entrées et 279 324 entrées à la même période,.
Il atteint les 500 000 entrées en sixième semaine d’exploitation.

## Distinctions
Sauf indication contraire, les informations mentionnées dans cette section peuvent être confirmées par la base de données cinématographiques IMDb,  présente dans la section « Liens externes ».

### Récompenses
- Golden Globes 2016 : Meilleure actrice dans un film musical ou une comédie pour Jennifer Lawrence

### Nominations

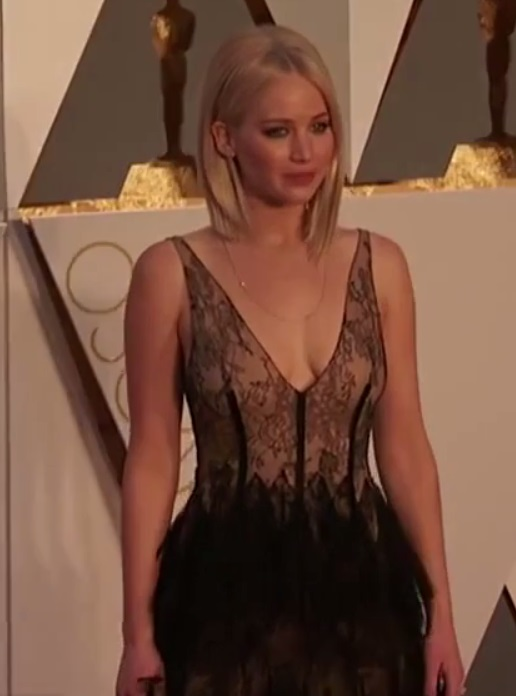
L'actrice principale Jennifer Lawrence aux Oscars 2016, où elle est nommée dans la catégorie meilleure actrice.

- Phoenix Film Critics Society Awards 2015 : Meilleure actrice pour Jennifer Lawrence
- Phoenix Critics Circle 2015 : 
  - Meilleure actrice pour Jennifer Lawrence
  - Meilleure comédie
- Golden Schmoes Awards 2015 : Meilleure actrice de l’année pour Jennifer Lawrence
- Detroit Film Critics Society Awards 2015 : 
  - Meilleure actrice pour Jennifer Lawrence
  - Meilleure distribution d’ensemble
- Denver Film Critics Society Awards 2016 : Meilleure comédie
- Costume Designers Guild Awards 2016 : Excellence pour un film contemporain pour Michael Wilkinson
- Casting Society of America 2016 : Meilleure direction de casting pour un film de comédie commercial pour Mary Vernieu, Lindsay Graham et Angela Peri
- Golden Globes 2016 : Meilleur film musical ou de comédie
- Oscars 2016 : Meilleure actrice pour Jennifer Lawrence
- MTV Movie Awards 2016 : 
  - Meilleure histoire vraie
  - Meilleure performance féminine pour Jennifer Lawrence